# 米謝爾·彼特斯
米謝爾·彼特斯（英語：Mitchell Peters，1935年8月17日—2017年10月28日）是洛杉磯愛樂樂團的敲擊樂聲部首席。 他為馬林巴琴創作了許多著名的作品，如《雨後的黃》和《海洋折射》。 據說這些作品之所以面世，是因為米謝爾·彼特斯覺得當時的社會缺乏有趣的音樂教材，沒有辦法向他的學生介紹如何利用四枝琴棍演奏馬林巴琴，故此米謝爾·彼特斯大量創作有關作品。

## 演奏生涯
米謝爾·彼特斯於軍隊樂團開始其職業演奏的生涯。 後來，米謝爾·彼特斯成為達拉斯交響樂團的敲擊樂聲部首席。然後於1969年在洛杉磯愛樂樂團擔任敲擊樂聲部首席。當洛杉磯愛樂樂團定音鼓首席樂師威廉·克拉夫特於1981年退休時，米謝爾·彼特斯便成為洛杉磯愛樂樂團的定音鼓首席樂師。

## 教學生涯
在加入洛杉磯愛樂樂團後不久，米謝爾·彼特斯成為加利福尼亞州立大學洛杉磯分校的敲擊樂教授，並在2012年五月退休。

### 著名學生
凱倫·佩辛

## 榮譽
敲擊樂藝術協會名人堂

## 著名作品
馬林巴琴獨奏曲
- 《雨後的黃色》
- 《海洋折射》
- 《淚滴》
- 《巴塞隆拿》
- 《狗沙灘》
- 《暗流》
- 《歌唱》
- 《海浪》
- 《奏鳴曲–快板》

敲擊樂合奏
- 《鷹之進行曲》
- 《5/8練習曲》
- 《森巴舞》

## 教材
《初級小鼓練習曲》
《中級小鼓練習曲》
《高級小鼓練習曲》
《中級定音鼓練習曲》
《定音鼓的基本演奏方法》
《鍵盤敲擊樂的基本演奏方法》第一冊及第二冊